# Kinoviya
Kinoviya (del ruso: Киновия) es un posiólok del raión de Briujovétskaya del krai de Krasnodar en el sur de Rusia. Está situado en el limán Lebiazhi del río Beisug, 12 km al norte de Briujovétskaya y 96 km al norte de Krasnodar, la capital del krai. Tenía 366 habitantes en 2010.
Pertenece al municipio rural Chepiginskoye.